# Conflicte armat colombià
Es coneix com a Conflicte armat colombià el conflicte guerriller que es va iniciar aproximadament el 1964, entre el govern colombià i les guerrilles camperoles, i diverses guerriles com les Forces Armades Revolucionàries de Colòmbia (FARC) i l'Exèrcit d'Alliberament Nacional (ELN). Segons un informe del govern, 220.000 persones han mort en el conflicte entre 1958 i 2013, la majoria d'ells civils.

## Antecedents
El Conflicte armat colombià està fonamentat històricament en el conflicte conegut com La Violencia, que va ser provocat per l'assassinat del líder polític Jorge Eliécer Gaitán, i la ingerència dels Estats Units, que exercí una forta repressió contra el comunisme en zones rurals de Colòmbia en la dècada de 1960, cosa que va portar diversos militants liberals i comunistes a reorganitzar a les FARC. El conflicte ha travessat diverses fases amb major o menor intensitat i ha vist com els grups implicats utilitzaven diverses tàctiques de confrontació al llarg de la història.
Les raons per combatre varien d'un grup a un altre. Els diversos moviments guerrillers com les Forces Armades Revolucionàries de Colòmbia (FARC) afirmen estar lluitant pels drets dels pobres a Colòmbia i per protegir-los de la violència del govern i per aconseguir justícia social a través del socialisme. El govern colombià diu que està lluitant per mantenir l'ordre i l'estabilitat, i per protegir els drets i interessos dels seus ciutadans. Els grups paramilitars, com les AUC, afirmen estar reaccionant a l'amenaça dels moviments guerrillers. Tant els grups guerrillers com els paramilitars han estat acusats de participar en el tràfic de drogues i de ser grups terroristes. Totes les parts implicades en el conflicte han estat criticades per nombroses violacions de drets humans.

## El conflicte armat durant elFrente Nacional
La primera etapa del conflicte es va donar durant el sistema d'alternança en el poder bipartidista conegut com a Front Nacional, que es va crear per acabar amb la violència causada pel bipartidisme.
Un cop d'Estat del General Gustavo Rojas Pinilla va deposar Laureano Gómez Castro el 1953, qui davant les seves intencions populistes per mantenir-se al poder va ser seguit d'una Junta Militar transitòria entre el 1957 i el 1958, per donar lloc al Front Nacional un pacte polític entre els partits Liberal i Conservador de Colòmbia en què es van alternar el poder durant 16 any en 4 períodes presidencials de 4 anys cadascun. Durant les administracions d'Alberto Lleras Camargo (1958-1962), Guillermo León Valencia (1962-1966), Carlos Lleras Restrepo (1966-1970) i Misael Pastrana Borrero (1970-1974) Colòmbia va viure en estat d'excepció. En aquesta etapa van participar com a actors armats el bandolerisme, les guerrilles (Forces Armades Revolucionàries de Colòmbia (FARC), ELN, EPL, M-19) i els paramilitars o autodefenses regionals.
El 1973 l'ELN estava acorralat a Antioquia i l'Operació Anorí duta a terme per l'Exèrcit Nacional va acabar amb la mort de tres comandants guerrillers, la destitució del seu líder Fabio Vásquez Castaño i el desmantellament de l'organització, que va renéixer sota el lideratge del sacerdot aragonès Manuel Pérez Martínez.

## Conflicte armat intern de Colòmbia entre 1974 i 1990
L'increment en la demanda de cocaïna a la dècada de 1970 als Estats Units el que va revolucionar tot el comerç d'aquest producte a Amèrica Llatina, i va convertir Colòmbia en el seu principal exportador, experimentant una transformació econòmica canviant de país cafeter a país miner i cocaler, amb nous sectors de l'agroindústria del banana, les flors, la palma d'oli i de la mineria amb el carbó, el petroli i l'or que van multiplicar els conflictes socials i van crear pols de desenvolupament a les antigues perifèries provocant un empitjorament en el conflicte armat, amb l'expansió dels grups guerrillers, la consolidació dels grups paramilitars, la guerra contra el narcotràfic, les tres guerres verdes i la manca de presència de l'estat tant social com militar al territori.
L'administració de Julio César Turbay Ayala del Partit Liberal va implementar en 1978 l'Estatuto de Seguridad com a part de la doctrina de seguretat nacional que, tot i que tenir un cert valor militar contra l'M-19 en particular, es van considerar altament qüestionables tant dins com fora dels cercles colombians a causa de nombroses acusacions d'abusos militars dels drets humans contra sospitosos i guerrillers capturats. L'any 1982, la percebuda passivitat de les Forces Armades Revolucionàries de Colòmbia (FARC), juntament amb l'èxit relatiu dels esforços del govern contra l'M-19 i l'Exèrcit d'Alliberament Nacional (ELN), van permetre que l'administració de Turbay Ayala aixequés un decret d'estat de setge que havia estat en vigor durant la major part dels anys anteriors.
Belisario Betancur Cuartas va promoure la incorporació dels principals grups i moviments armats a la vida civil així com una recerca contínua de la pau, gràcies a la qual va obrir-se un procés de negociació amb els escamots colombians de les FARC, que van dur als Acords de la Uribe el 1984, i amb el M-19 i l'Exèrcit Popular d'Alliberament (EPL), que van dur als Acords de Corinto també en 1984, el fracàs dels quals va desembocar en la Presa del Palau de Justícia per el M-19 el 1985.

## Conflicte armat intern de Colòmbia entre 1990 i 2002
La tercer etapa del Conflicte armat intern de Colòmbia va tenir lloc durant les administracions de César Gaviria (1990-1994), Ernesto Samper (1994-1998), i Andrés Pastrana (1998-2002), tenint com a actors armats a les guerrilles de les Forces Armades Revolucionàries de Colòmbia (FARC) i l'Exèrcit d'Alliberament Nacional (ELN), grups paramilitars (autodefenses regionals, Conviure i les posteriors Autodefenses Unides de Colòmbia), i càrtels de la droga i grups de narcotràfic i delinqüència.

## Conflicte armat intern de Colòmbia entre 2002 i 2010
Durant les administracions d'Álvaro Uribe el Govern de Colòmbia va lluitar contra les Forces Armades Revolucionàries de Colòmbia (FARC), les Autodefenses Unides de Colòmbia (AUC), desmobilitzades el 2006, l'Exèrcit d'Alliberament Nacional (ELN) i els grups armats de narcotràficants com Los Pelusos, el Clan del Golf, Els Rastrojos, l'Oficina d'Embigat, el Cartell del Nord de la Vall, entre d'altres. L'estratègia del govern d'Álvaro Uribe anomenada política de seguretat democràtica i l'estratègia militar contra les FARC-EP anomenada Pla Patriota, van marcar el recrudiment del conflicte, les FARC-EP fins i tot es van enfrontar amb l'ELN, però també van dur-se a terme mesures que contribuïren en certa mesura al desescalament del conflicte, com la desmobilització de les AUC entre 2003 i 2006 i els diàlegs de pau amb l'ELN.

## Procés de pau
Les negociacions es van iniciar al setembre de 2012 i sobretot es van dur a terme a l'Havana. Els negociadors van anunciar un acord final per acabar el conflicte i construir una pau duradora el 24 d'agost de 2016 i un referèndum que va ser dut a terme el 2 d'octubre de 2016, que no va tenir èxit després que el 50,21% dels electors va votar en contra. El govern de Colòmbia de Juan Manuel Santos i les FARC el 24 de novembre van signar un acord de pau revisat i fou presentat al Congrés, que el va aprovar, i el 27 de juny van lliurar les armes a l'ONU, donant per acabat el conflicte armat.

## Revifada del conflicte
Amb l'accés al govern del conservador Iván Duque Márquez després de les eleccions presidencials colombianes de 2018, que va voler modificar els acords de pau, va revifar el conflicte entre el govern de Colombia, la guerrilla de l'Exèrcit d'Alliberament Nacional (ELN) i els grups dissidents de les Forces Armades Revolucionàries de Colòmbia (FARC), Grupos Armados Organizados Residuales (GAOR), Exèrcit Popular d'Alliberament (EPL) i els Grupos Armados Organizados (GAO).
La desmobilització dels combatents de les FARC va permetre que altres actors, inclosos exguerrillers i grups estrangers, s'establissin al país, i els càrtels colombians s'alien amb el Càrtel Jalisco Nova Generació i el Càrtel de Sinaloa mexicans per a l'enviament de droga a Europa. La porositat de la frontera entre Colòmbia i Veneçuela, en zona muntanyosa i selvàtica, sempre ha permès que les guerrilles colombianes convertissin aquest país en un refugi el beneplàcit del Govern d'Hugo Chávez.
Gustavo Petro fou escollit president a la segona volta de les eleccions presidencials colombianes de 2022, recolzat per la coalició del Pacte Històric de centre esquerra, que va arribar per primera vegada al poder. Petro presentà la proposta de Pau Total, realitzà reformes a la Força Pública i es dugueren a terme diàlegs de pau i s'acordà un alto el foc amb l'ELN des de l'agost de 2023, les dissidències de les FARC-EP, el Clan del Golf i els Pachenca i/o Autodefenses de la Serra Nevada, entre d'altres grups. El conflicte es va desescalar, però van persistir les matances, assassinats de líders socials, segrestos i desplaçament continuen a diverses regions del país. L'alto al foc amb l'ELN va acabar el 3 d'agost de 2024 sense que les delegacions arribessin a acords, i el president va suspendre el diàleg a principis de 2025.
En 2025 es considera que ELN compta amb 5.000 guerrillers, l'Estado Mayor Central (EMC) de las FARC-EP liderada per Néstor Gregorio Vera Fernández Iván Mordisco, uns 3.500 i la Segunda Marquetalia, dirigida per Iván Márquez, uns 1.700 guerrillers.